# Tour de France 2010/7. Etappe
Die 7. Etappe der Tour de France 2010 am 10. Juli führte über 165,5 km von Tournus nach Station des Rousses. Auf dieser Mittelgebirgsetappe gab es drei Sprintwertungen und sechs Bergwertungen, drei der 2. Kategorie, zwei der 3. Kategorie und eine der 4. Kategorie. Nach der Aufgabe von Juan José Oroz gingen 187 der 198 gemeldeten Teilnehmer an den Start.

## Rennverlauf
Der reale Start wurde um 13:07 Uhr gegeben. Sofort setzte Christian Knees den ersten Angriff. Um ihn entstand eine fünfköpfige Führungsgruppe mit Jérôme Pineau, Samuel Dumoulin, Rubén Pérez und Danilo Hondo. Dimitri Champion und Rinaldo Nocentini von ag2r La Mondiale versuchten hinterherzuspringen, wurden aber vom von Bbox Bouygues Télécom geführten Feld nicht ziehen gelassen.
Der Vorsprung der Ausreißer stieg nun und schwankte später um acht Minuten, während Danilo Hondo als Erster über die beiden ersten Sprintwertungen fuhr. Die erste Bergwertung des Tages gewann Jérôme Pineau, der auf dieser Etappe sein Gepunktetes Trikot verteidigen wollte. Das Feld überfuhr diesen Hügel mit einem Rückstand von 8:42 Minuten, anschließend schrumpfte der Rückstand wieder. Pineau gewann auch die zweite Bergwertung, auf dessen Anstieg Anthony Roux zu Fall kam, aber sofort weiterfahren konnte. Pineau sicherte sich auch die dritte wie auch die vierte Bergwertung, die auf dem Côte du barrage de Vouglans, dem ersten Berg der 2. Kategorie, ausgetragen wurde. Aus dem noch etwa vier Minuten zurückliegenden Feld konnte Anthony Charteau sich die letzten zu vergebenden Bergpunkte sichern. In der Abfahrt zerriss das Feld kurzzeitig in zwei Teile. Die letzte Sprintwertung des Tages gewann erneut Danilo Hondo.
Auf dem Anstieg zum Col de la Croix de la Serra fielen viele Fahrer aus dem Feld zurück und bildeten das Gruppetto. Vorne im Feld attackierte unterdessen Thomas Voeckler, gefolgt von Cyril Gautier und Mathieu Perget. Auch Matthew Lloyd, Damiano Cunego und Rafael Valls fuhren nach vorn.
In der Spitzengruppe mussten Dumoulin und Pérez abreißen lassen, später auch Knees. Aus dem Feld musste sich nun auch der Gesamtführende Fabian Cancellara zurückfallen lassen, in dessen Umgebung sich auch Tony Martin befand, nachdem sie kurzzeitig wieder Anschluss fanden. Vorne bildete sich nun eine dritte Gruppe aus Sylvain Chavanel, Daniel Moreno und Juan Manuel Gárate, auch andere Fahrer griffen an. Pineau, der noch von Hondo begleitet wurde, gewann die vorletzte Bergwertung und sicherte sich damit das Gepunktete Trikot. Chavanel überholte unterdessen alle Verfolger und erreichte den dritten Platz der Bergwertung. Aus dem Feld fiel nun auch der junge Norweger Edvald Boasson Hagen zurück.
Pineau attackierte nach der Abfahrt nun auch seinen letzten Gefährten, kurze Zeit später wurde er schon von Chavanel erreicht und überholt. Voeckler schloss zu Cunego auf und beide überholten ebenfalls Pineau, gefolgt von Garate und Valls. Aus dem Feld fielen nun auch Andreas Klöden und Geraint Thomas zurück.
Chavanel hielt sich nun alleine an der Spitze, gefolgt von der Gruppe um Cunego, aus der dieser aber kurz darauf wieder zurückfiel. Valls konnte sich aus der Gruppe lösen und war nun der erste Verfolger von Chavanel. Hinter ihm befand sich die restlichen Gruppe um Voeckler. Pinau fiel unterdessen hinter das Feld zurück. Dort gab es einen kurzen Angriff von Christophe Le Mével, der Cunego überholte, beide wurden aber wieder vom Feld geschluckt. Chavanel gewann unterdessen die letzte Bergwertung und sicherte sich kurz darauf den Etappensieg. Damit holte er sich auch das Gelbe Trikot zurück, das er auf der 3. Etappe verloren hatte. Andy Schleck, der in der Favoritengruppe das Ziel erreichte, übernahm das Weiße Trikot.

## Sprintwertungen
- 1. Zwischensprint in Cormoz (Kilometer 29,5) (220 m)

| Erster  | Danilo Hondo    | 6 Pkt. |
| Zweiter | Samuel Dumoulin | 4 Pkt. |
| Dritter | Rubén Pérez     | 2 Pkt. |
- 2. Zwischensprint in Saint-Amour (Kilometer 44,5) (253 m)

| Erster  | Danilo Hondo    | 6 Pkt. |
| Zweiter | Christian Knees | 4 Pkt. |
| Dritter | Rubén Pérez     | 2 Pkt. |
- 3. Zwischensprint in Molinges (Kilometer 118) (367 m)

| Erster  | Danilo Hondo    | 6 Pkt. |
| Zweiter | Christian Knees | 4 Pkt. |
| Dritter | Rubén Pérez     | 2 Pkt. |
- Ziel in Station des Rousses (Kilometer 165,5) (1168 m)

| Erster   | Sylvain Chavanel      | 25 Pkt. |
| Zweiter  | Rafael Valls          | 22 Pkt. |
| Dritter  | Juan Manuel Gárate    | 20 Pkt. |
| Vierter  | Thomas Voeckler       | 18 Pkt. |
| Fünfter  | Mathieu Perget        | 16 Pkt. |
| Sechster | Daniel Moreno         | 15 Pkt. |
| Siebter  | Pierrick Fédrigo      | 14 Pkt. |
| Achter   | Ryder Hesjedal        | 13 Pkt. |
| Neunter  | Rubén Plaza           | 12 Pkt. |
| Zehnter  | Eros Capecchi         | 11 Pkt. |
| 11.      | Nicolas Roche         | 10 Pkt. |
| 12.      | Linus Gerdemann       | 9 Pkt.  |
| 13.      | Alberto Contador      | 8 Pkt.  |
| 14.      | Cadel Evans           | 7 Pkt.  |
| 15.      | Cyril Gautier         | 6 Pkt.  |
| 16.      | Lance Armstrong       | 5 Pkt.  |
| 17.      | Damien Monier         | 4 Pkt.  |
| 18.      | Jurgen Van Den Broeck | 3 Pkt.  |
| 19.      | Luis León Sánchez Gil | 2 Pkt.  |
| 20.      | Andy Schleck          | 1 Pkt.  |

## Bergwertungen
- Côte de l'Aubépin, Kategorie 3 (Kilometer 51,5; 541 m; 4,9 km à 5,0 %)

| Erster  | Jérôme Pineau   | 4 Pkt. |
| Zweiter | Christian Knees | 3 Pkt. |
| Dritter | Rubén Pérez     | 2 Pkt. |
| Vierter | Samuel Dumoulin | 1 Pkt. |
- Côte des Granges, Kategorie 4 (Kilometer 69; 581 m; 5,9 km à 3,5 %)

| Erster  | Jérôme Pineau   | 3 Pkt. |
| Zweiter | Rubén Pérez     | 2 Pkt. |
| Dritter | Samuel Dumoulin | 1 Pkt. |
- Côte d'Arinthod, Kategorie 3 (Kilometer 84,5; 730 m; 8,5 km à 4,7 %)

| Erster  | Jérôme Pineau   | 4 Pkt. |
| Zweiter | Rubén Pérez     | 3 Pkt. |
| Dritter | Samuel Dumoulin | 2 Pkt. |
| Vierter | Danilo Hondo    | 1 Pkt. |
- Côte du barrage de Vouglans, Kategorie 2 (Kilometer 104; 710 m; 6,6 km à 5,6 %)

| Erster   | Jérôme Pineau    | 10 Pkt. |
| Zweiter  | Rubén Pérez      | 9 Pkt.  |
| Dritter  | Christian Knees  | 8 Pkt.  |
| Vierter  | Samuel Dumoulin  | 7 Pkt.  |
| Fünfter  | Danilo Hondo     | 6 Pkt.  |
| Sechster | Anthony Charteau | 5 Pkt.  |
- Col de la Croix de la Serra, Kategorie 2 (Kilometer 134,5; 1049 m; 15,7 km à 4,3 %)

| Erster   | Jérôme Pineau    | 10 Pkt. |
| Zweiter  | Danilo Hondo     | 9 Pkt.  |
| Dritter  | Sylvain Chavanel | 8 Pkt.  |
| Vierter  | Thomas Voeckler  | 7 Pkt.  |
| Fünfter  | Mathieu Perget   | 6 Pkt.  |
| Sechster | Damiano Cunego   | 5 Pkt.  |
- Côte de Lamoura, Kategorie 2 (Kilometer 161,5; 1049 m; 14,0 km à 5,0 %)

| Erster   | Sylvain Chavanel   | 20 Pkt. |
| Zweiter  | Rafael Valls       | 18 Pkt. |
| Dritter  | Juan Manuel Gárate | 16 Pkt. |
| Vierter  | Thomas Voeckler    | 14 Pkt. |
| Fünfter  | Daniel Moreno      | 12 Pkt. |
| Sechster | Mathieu Perget     | 10 Pkt. |

## Aufgaben
- 078 – Stijn Vandenbergh (Katjuscha): Zeitlimit überschritten
- 184 – Juan José Oroz (Euskaltel-Euskadi): Nicht zur Etappe angetreten